# Winn (Leinburg)

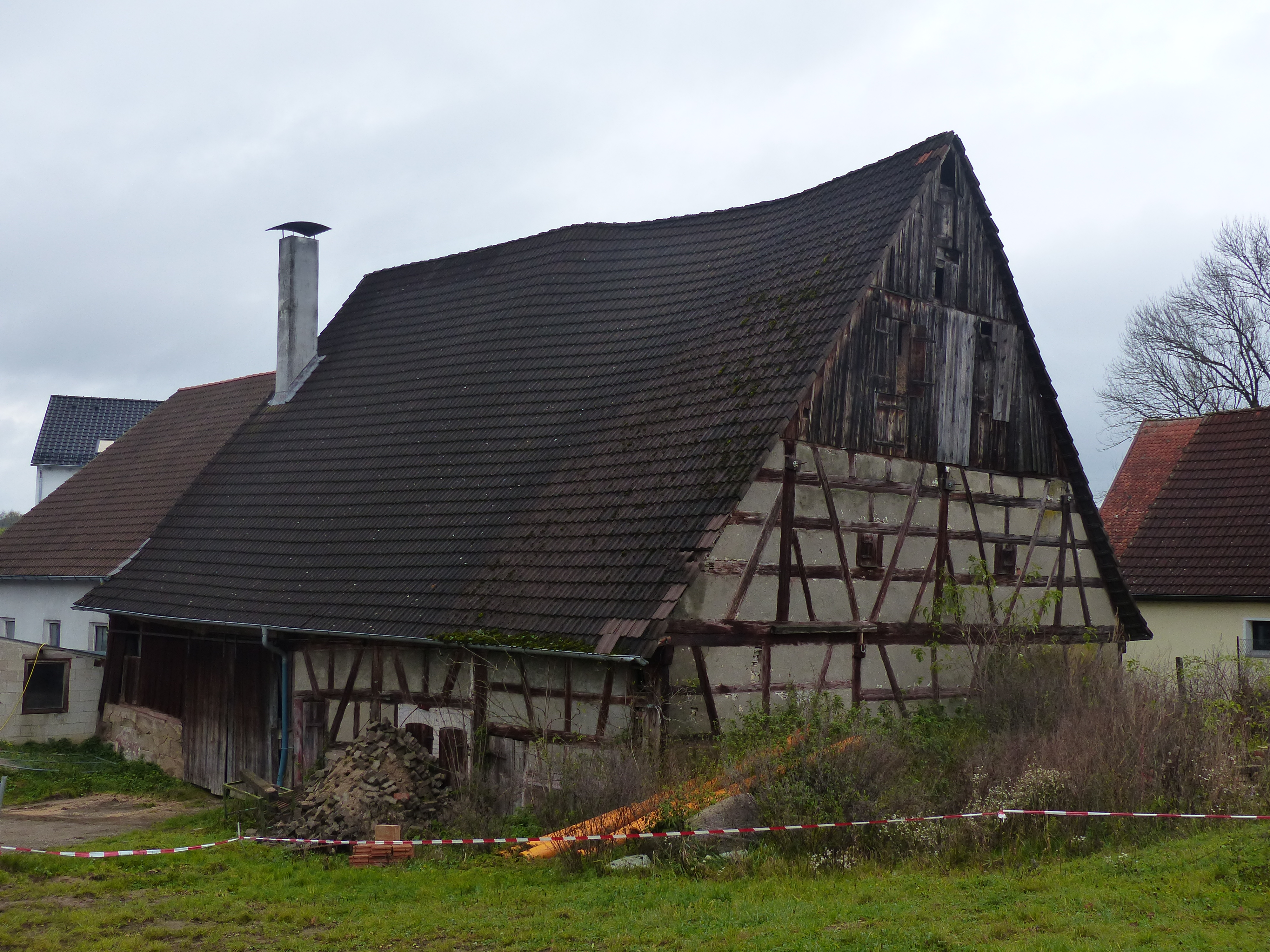
Abgebrochener Bauernhof in Winn

Winn ist ein Gemeindeteil der Gemeinde Leinburg im Landkreis Nürnberger Land (Mittelfranken, Bayern). Winn liegt in der Gemarkung Weißenbrunn.

## Geografie
Winn ist ein im Bereich der südwestlichen Albrandregion gelegenes Dorf. Das Dorf wird nur von drei Straßen erschlossen, diese heißen Am Weiler, Winner Au und Winner Hauptstraße. Die Staatsstraße 2240 (Winner Hauptstraße) führt nach Unterhaidelbach (1,6 km nordwestlich) bzw. zur Anschlussstelle 62 (Altdorf/Leinburg) der Bundesautobahn 6 (3,5 km südlich). Die Staatsstraße 2404 führt nach Oberhaidelbach. Eine Gemeindeverbindungsstraße (Winner Au) führt nach Weißenbrunn zur Kreisstraße LAU 6 (1,7 km südöstlich).

## Geschichte
Etwa zwei Kilometer südöstlich von Winn hatte im Mittelalter eine als „Balgern“ bezeichnete Ortschaft existiert, die 1360 noch aus sechs Gütern bestand. Im Jahr 1509 wurde berichtet, dass der Ort zu einer Wüstung geworden war.
Mit dem Gemeindeedikt (frühes 19. Jahrhundert) wurde Winn dem Steuerdistrikt Weißenbrunn und der Ruralgemeinde Weißenbrunn zugewiesen. Am 1. Mai 1978 wurde Winn im Rahmen der Gebietsreform in Bayern nach Leinburg eingemeindet. Im Jahr 1987 zählte Winn 90 Einwohner.

## Baudenkmäler
Im Ortsbereich von Winn befanden sich ursprünglich zwei denkmalgeschützte Bauwerke. Eines dieser Objekte, ein um das Jahr 1800 errichteter Bauernhof, wurde im Jahr 2018 abgebrochen.